# Sandra Moon
Sandra Moon (* vor 1970 in Dayton, Ohio) ist eine US-amerikanische Opern-, Lied- und Oratoriensängerin (Sopran). Moon lebt in Deutschland.

## Leben
Die Sopranistin studierte Gesang am College-Conservatory of Music Cincinnati. Ihr Debüt gab sie als Frasquita in Jean-Pierre Ponnelles Carmen-Inszenierung neben Plácido Domingo an der Lyric Opera of Chicago. Ihr erstes Engagement in Deutschland führte die Künstlerin an das Stadttheater Aachen. Dort sang sie u. a. die Sophie in Der Rosenkavalier, ferner die Pamina, Susanna, Oscar und Norina.
Von 1992 bis 1997 war Sandra Moon festes Ensemblemitglied des Badischen Staatstheaters Karlsruhe. Dort war sie als Mimi, Liu, Donna Anna, Manon und Maria Stuarda zu hören und zu sehen. Während dieser Zeit hatte sie noch Gastengagements an großen Opernbühnen im In- und Ausland: New York, Milwaukee, Cleveland, Bonn, Düsseldorf, Köln, Leipzig, Dresden und Wien.
Höhepunkte ihrer Karriere waren u. a. 1993 ihr Auftritt mit den Münchner Philharmonikern, wo sie das Sopransolo im Deutschen Requiem von Johannes Brahms sang, ihr Gastspiel 2005, als Ännchen in Carl Maria von Webers Der Freischütz, in der Carnegie Hall sowie ihre Gastauftritte 1997 bis 2002 an der Met in New York. Im letztgenannten Theater sang sie beispielsweise die Cleopatra in Georg Friedrich Händels Giulio Cesare, ferner eine der Zaubermädchen in Parsifal sowie – an der Seite von Renée Fleming – die Zdenka in Arabella.
Seit 1997 gehört Sandra Moon zum festen Ensemble des Staatstheaters am Gärtnerplatz. Ihr Repertoire umfasst dort unter anderem: Gräfin Almavia, Mimi, Antonia, Martha, Konstanze, Violetta, Amalia, Undine, Lady Harriet Durham, Fiordiligi, Pamina, Nedda, Madame Butterfly und Micaela.
Neben ihren Opernauftritten ist die Künstlerin eine vielgebuchte Lied- und Oratoriensängerin, die sich insbesondere für die Barockepoche begeistert. Seit vielen Jahren nimmt sie regelmäßig an den großen Barock-Festspielen in Deutschland teil, wie beispielsweise den internationalen Händel-Festspielen in Karlsruhe und Halle.